# Конвергенция (политология)
Конверге́нция (от лат. convergere — сближаться, сходиться) — политическая теория второй половины XX века, согласно которой СССР постепенно становится более либеральным, а Запад — более социалистическим, в результате чего должна возникнуть усреднённая социально-экономическая система, сочетающая принципы социализма и капитализма (например, плановую экономику и политическую демократию соответственно). В более широком смысле — увеличение сходства между различными обществами, находящимися на одной стадии истории, устранения внешнего, внеэкономического неравенства, логика сглаживания социальных конфликтов, либерально-демократических преобразований.
Идеологом политической конвергенции в 1960—1970-е годы был Андрей Дмитриевич Сахаров.

## Содержание
Идею сближения двух систем впервые выдвинул Питирим Александрович Сорокин в книге «Россия и Соединённые Штаты», написанной в 1944 году. Авторы теории: Джон Кеннет Гэлбрейт, Уолт Уитмен Ростоу, Франсуа Перру, Ян Тинберген и другие.
Согласно теории конвергенции, обе экономические системы не являются совершенными с точки зрения передовой культуры и гуманистических идеалов и дальнейшее противостояние систем чревато острым классовым конфликтом на международной арене, который может привести к гибели цивилизации. Учитывая эти опасности, сохранить мировую цивилизацию можно путём сближения систем, создавая новые формы социально-экономической и культурной жизни, в которых бы в концентрированном виде могло найти своё выражение то лучшее, что имеется в обеих системах.
По мнению Ольги Матич, сходные взгляды выражали Джеймс Бернхем (The Managerial Revolution) и Джон Кеннет Гэлбрейт (The New Industrial State).
Идеи взаимодополнения разных общественных систем получили распространение и в позднем СССР. Так, С. Н. Гавров, И. Н. Молодцов, И. В. Ерёменко отмечают, что философ А. А. Зиновьев предлагал соблюдение баланса сил и интересов СССР/России и Запада, не предполагающего тотальной победы одной из сторон".
«Конвергенциями» называются также несколько политических партий в разных странах.

## Критика

### В СССР
Академик Георгий Лукич Смирнов в Большой советской энциклопедии писал, что буржуазная пропаганда «широко распространяет взгляды, согласно которым в век научно-технической революции происходит автоматическое сближение форм общественной жизни при социализме и капитализме, а идейные принципы, идеологические различия будто бы утрачивают своё былое значение», однако действительность показывает, что «до тех пор, пока в мире сохраняются антагонистические классы, эксплуатация человека человеком, пока существует противоположность интересов монополистического капитала и рабочего класса, всех трудящихся, неизбежно будет продолжаться классовая борьба трудящихся за своё социальное освобождение, против экономического и политического господства монополий».